# Embalse de Ribarroja
El embalse de Ribarroja o Riba-roja se encuentra en el río Ebro, entre las regiones de Aragón y Cataluña. La presa está situada en el municipio de Ribarroja de Ebro, en la comarca de Ribera de Ebro, en Cataluña, y el pantano, que tiene 38 km de longitud, se extiende por los términos de la Puebla de Masaluca, en la Tierra Alta; Fayón, en el Bajo Aragón-Caspe (donde se une el río Matarraña), y Mequinenza, en el Bajo Cinca (donde se une el Segre y las aguas del Cinca), estos dos últimos en Aragón. Por encima de este pantano, en el río Ebro, se encuentra el embalse de Mequinenza (conocido también como Mar de Aragón) en Aragón.
La población de Ribarroja es la primera que se encuentra el río Ebro al entrar en Cataluña. El pantano abastece de agua potable a las poblaciones de Batea, Villalba de los Arcos y la Puebla de Masaluca.
El río Ebro pasa encajonado entre plataformas tabulares calcáreas que han facilitado la construcción de la presa, aguas arriba de Ribarroja de Ebro. Con una extensión de casi 40 km, llega casi a la confluencia con el Segre, ocupa 2152 ha y tiene un volumen de 210 hm3. Con un caudal de 900 m³/s, la central hidroeléctrica tiene una potencia instalada de 262,8 MW.
En 2012 se presentó un proyecto para construir una central hidroeléctrica reversible en Ribarroja que tendría una potencia de 3000 MW, con coste de 2100 millones de euros. Para ello, había que construir otro embalse en el pueblo de La Fatarella, al que se bombearía agua desde el embalse de Ribarroja. En 2015, la falta de presupuesto hizo que el proyecto se abandonara de momento.

## Historia

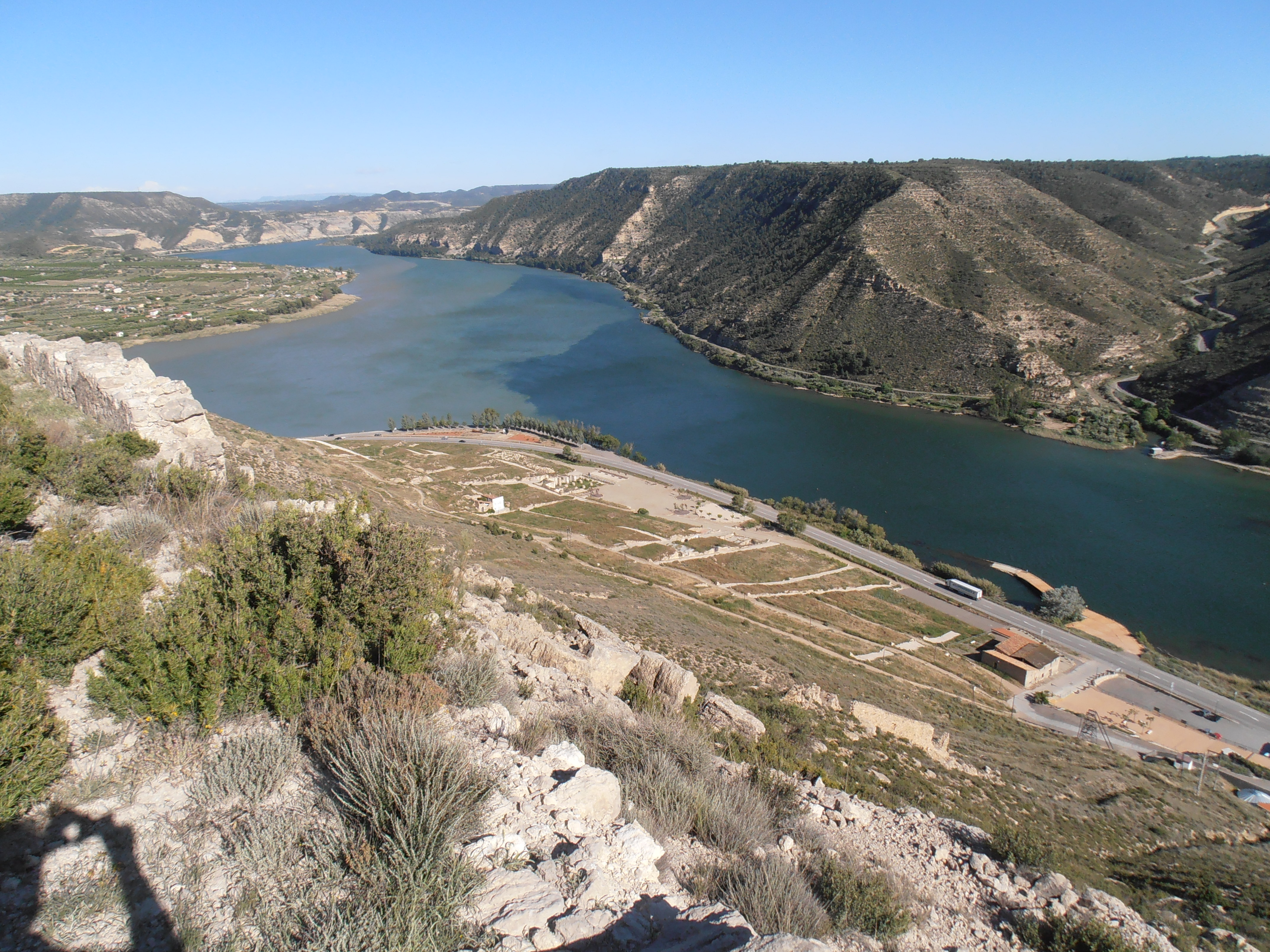
Cola del embalse de Ribarroja, confluencia del río Ebro (derecha) con el Segre y el Cinca (izquierda) frente a la antigua población de Mequinenza.

El pantano empezó a ser construido por la empresa ENHER en 1958 y las obras finalizaron oficialmente el 31 de diciembre de 1964. Tal como estaba diseñado, cuando se llenara el vaso del embalse quedarían inundadas las localidades de Mequinenza y Fayón, desapareciendo también la estación de ferrocarril utilizada hasta entonces para cargar el lignito, así como los cargaderos y parte de los ferrocarriles mineros y minas de la cuenca carbonífera de Mequinenza que habían tenido un gran auge con la eclosión de la industria catalana, la demanda europea durante la Primera Guerra Mundial y la posguerra civil española.
En 1892 se inauguró la línea de ferrocarril de Madrid a Barcelona que pasaba por Fayón, y que tuvo que ser desviada de su curso cuando se construyó el embalse.
Durante la guerra civil española, en el lugar que ocuparía el embalse de Ribarroja se desarrolló una parte importante de la batalla del Ebro.
La ermita románica de Berrús, dedicada a santa Magdalena, fue trasladada piedra a piedra desde el desaparecido pueblo de Berrús durante la construcción del pantano. También se encuentra frente al pantano la ermita de Santa Madrona, del 1900.
La central hidroeléctrica de Ribarroja se inauguró tres años después que la de Mequinenza y al mismo tiempo que la de Susqueda.

## Entorno cultural

### Museos de Mequinenza
Artículo principal: Museos de Mequinenza
Los Museos de Mequinenza son tres espacios museísticos que se encuentran en Mequinenza (Zaragoza). Están conformados por el Museo de la Mina (uno de los pocos museos mineros situado en el interior de una galería auténtica restaurada de más de 1000 metros de recorrido interior en el que se puede ver el carbón real), el Museo de la Historia de Mequinenza y el Museo del Pasado Prehistórico con el objetivo de difundir el patrimonio minero e histórico de la cuenca carbonífera de Mequinenza, y en especial del Pueblo Viejo de Mequinenza, desaparecido y derribado. Su ubicación se encuentra en el Grupo Escolar María Quintana construido en 1927, que anteriormente había albergado las escuelas de la antigua población.
El edificio que alberga el Museo de la Historia de Mequinenza tiene planta en forma de E con un cuerpo central alargado que se prolonga en la fachada delantera por dos avances laterales y otro central más sobresaliente. Originalmente tenía dos entradas en los flancos, separado la zona escolar de los niños en la planta baja y la de las niñas en la primera planta. En la parte posterior, se construyó otro pequeño edificio que acogió la cantina escolar y el parvulario. El edificio es de sillería, con cubierta a cuatro aguas de teja árabe y alero de madera resaltado al estilo de los palacios renacentistas aragoneses. Sus ventanales son ortogonales a excepción de varios en el piso superior que están rematados con un arco rebajado. Por su aspecto exterior, entra en contacto con las corrientes regionalistas de la arquitectura del primer tercio del siglo XX.

### Pueblo Viejo de Mequinenza
Artículo principal: Pueblo Viejo de Mequinenza

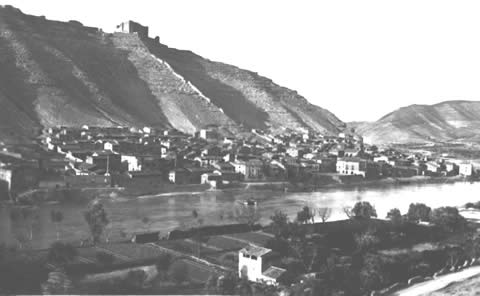
Pueblo Viejo de Mequinenza.

La construcción de la presa de Ribarroja supuso la desaparición de la mayor parte del casco urbano de la antigua Mequinenza y en consecuencia el trágico final de una villa milenaria. Si bien las aguas del embalse no llegaron a cubrir al completo la población, sí que anegaron la mayor parte de huertas de ribera, más fértiles y productivas que el resto, y una importante parte de la localidad. Después de muchas protestas dentro del franquismo, los vecinos de Mequinenza consiguieron una indemnización y se derribó el pueblo por completo a excepción del edificio del Grupo Escolar María Quintana.
La desaparición del trazado urbano supuso un cambio de vida radical para sus vecinos que además de abandonar sus casas y presenciar su derribo, veían también como se hundía una economía basada en la industria, la minería del carbón y la navegación fluvial de los ríos. En la actualidad, el pueblo viejo de Mequinenza se ha reconvertido en el Parque de la Memoria ‘Jesús Moncada’, en el cual se han recuperado las calles del antiguo núcleo urbano abandonado por la construcción del embalse de Ribarroja y se han incorporado diferentes paneles informativos que invitan a conocer la población y la literatura del escritor mequinenzano.

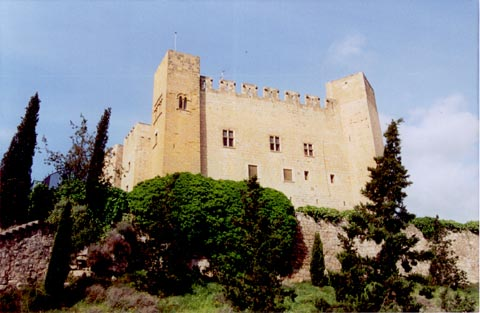
Castillo de Mequinenza

### Castillo de Mequinenza
Artículo principal: Castillo de Mequinenza
El castillo de Mequinenza es un palacio-castillo intacto en lo alto de una colina dominando la confluencia de los ríos Ebro, Segre y Cinca. Fue construido por los Moncada, señores de la baronía de Mequinenza. Data de los siglos XIV y XV, aunque en 1959 lo reformó considerablemente el arquitecto Adolfo Florensa. Señala el punto fronterizo entre Aragón y Cataluña, y entre las provincias de Zaragoza y Lérida. Es uno de los mejores castillos que el arte gótico legó a la Corona de Aragón. Pese a que actualmente es una propiedad privada que pertenece a la Fundación ENDESA, el régimen de visitas al Castillo permite hacerlo los martes no laborables por la mañana. Para ello, hay que ponerse en contacto con la Oficina de Turismo del Ayuntamiento de Mequinenza.

## Medio ambiente

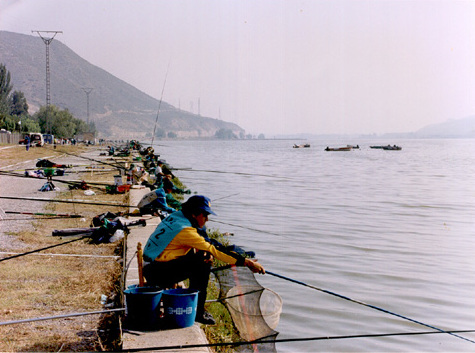
Campeonato de pesca en Mequinenza, en la parte final del Embalse de Ribarroja.

En Mequinenza, la cola del embalse de Ribarroja permite disponer de un campo de regatas que está considerado uno de los mejores de toda Europa por su excelente accesibilidad, su lámina de agua estable y sus instalaciones deportivas. Los equipos de Oxford y Cambridge preparan aquí su mítica regata así como diversas selecciones mundiales realizan diferentes stages de preparación para competiciones internacionales. El Recinto Náutico del Club Capri es el paraíso para la práctica de deportes náuticos en Aragón así como sede de diferentes competiciones autonómicas y nacionales.
La pesca en Mequinenza es también uno de los deportes más practicado puesto que las condiciones y el entorno son óptimos para este deporte. La popularidad de las aguas de Mequinenza a nivel mundial ha sido en gran parte gracias al siluro, el pez más grande de Europa que puede alcanzar los casi 3 metros de longitud y más de 100 kilos de peso. Gran muestra de ello son los diferentes récords que se han conseguido en la localidad por pescadores internacionales, posicionando con estas capturas a Mequinenza como referente de la pesca deportiva.

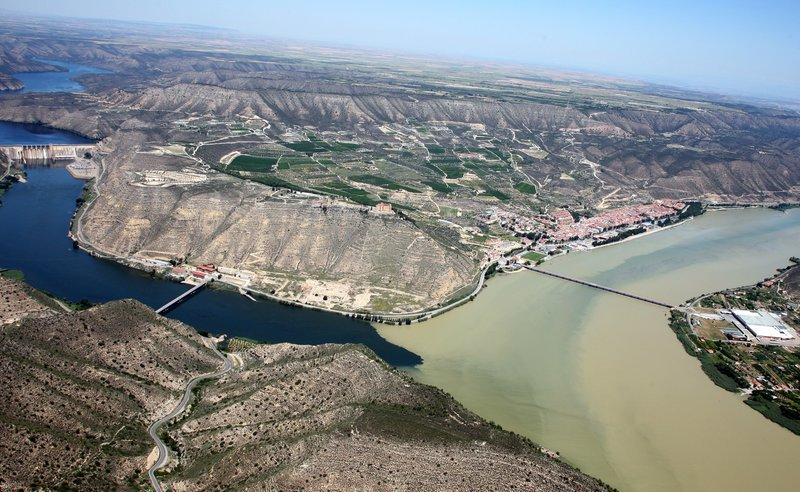
Vista aérea de Mequinenza con el Aiguabarreig de los ríos Ebro, Segre y Cinca.

### Aiguabarreig de Mequinenza
En la confluencia de los ríos Segre y Ebro se ubica el Aiguabarreig un espacio con gran riqueza natural y una gran variedad de ecosistemas que abarcan desde las estepas mediterráneas a impenetrables bosques de ribera, convirtiendo este espacio en un paraíso para la biodiversidad. Territorialmente, el Aiguabarreig se encuentra en el centro de la Depresión media del Ebro. Limita al oeste con los Monegros, al este con los Tossals de Montmeneu y Almatret y hacia el sur con la cola del embalse de Ribarroja. Este espacio recibe el nombre de la palabra de origen catalán que designa el lugar en el que dos o más corrientes de aguas se juntan y forman una sola.
En el Aiguabarreig encontramos cientos de metros de anchura de agua connumerosas islas fluviales y bosques de ribera, grandes masas de carrizal, playas de guijarros, pozas y galachos. Es un punto de confluencia de la flora esteparia proveniente de la zona árida de Monegros y de la flora mediterránea que asciende por el valle del Ebro. Gracias a estas características conviven especies de ambientes opuestos. Las aves son el grupo más numerosos y abarcan desde colonias de ardeídas a todo tipo de rapaces y aves propias de ambientes desérticos. También pueden encontrarse reptiles, anfibios y mamíferos, destacando especialmente murciélagos, ciervos, corzos, nutrias y la presencia cada vez más abundante de cabras salvajes. El área fluvial del Aiguabarreig es una zona húmeda de gran trascendencia como área de reproducción, hibernación y descanso de la fauna migratoria y un lugar privilegiado para la práctica del birdwatching.
El embalse de Ribarroja posee un atractivo importante para la pesca deportiva. Se encuentran aquí variedades autóctonas de anguila, perca, carpa y tenca, y como especies introducidas la perca americana o black-bass y el siluro.
Su entorno está formado por un conglomerado de montañas, valles, barrancos y entradas fluviales de gran belleza.
Posee varios ecosistemas y permite la práctica de la navegación a vela, remo o piragüismo. En sus orillas se encuentra el campamento de Ribarroja, en el pla de Pinyeres, y varias empresas alquilan embarcaciones en el puerto fluvial de San Francisco.
A lo largo del río Ebro transcurre la ruta de senderismo de gran recorrido GR-99, que sigue a lo largo del río Ebro.
En la desembocadura del río Matarraña se encuentra el Espacio de Interés Natural de Ribarroja, que incluye una parte del embalse, con una extensión de 6556 ha.